# Mourad Boukhari
Pour les articles homonymes, voir Boukhari.
Mourad Boukhari (en arabe : مراد البخاري) surnommé Bouka, né le 17 juillet 1981 à Rotterdam, est un freestyleur et joueur international marocain de futsal. Il possède également la nationalité néerlandaise.

## Biographie
Issu d'une famille de huit enfants, Mourad Boukhari grandit à Rotterdam-West au sein d'une famille marocaine installée aux Pays-Bas. Lorsqu'il a neuf ans, il est inscrit dans le club de football de sa ville, le Sparta Rotterdam, avant d'être transféré à l'Excelsior Rotterdam. Âgé de dix-neuf ans et sur le point de signer son premier contrat professionnel, il se blesse au niveau du meniscus et est contraint de mettre un terme à sa carrière de joueur de grand football.
Un an plus tard, en 2002, il se lance dans le futsal, faisant ses débuts en Belgique dans le club des West Stars. Tranchant pour une carrière internationale en faveur du pays de ses parents, il devient alors le premier joueur né aux Pays-Bas à enfiler le maillot de l'équipe futsal du Maroc. Au cours de sa carrière, Mourad Boukhari inspire plusieurs footballeurs dont Nasser El Khayati. Lors de son passage au FC Malabata Breda, il gagne en notoriété après avoir aidé son équipe à promouvoir en Eredivisie et à la remporter dans la saison qui suit à l'aide de gestes techniques qui ont régulièrement fait parler les médias.
En 2006, la finale de la Coupe des Pays-Bas termine en bagarre générale entre les joueurs du Malabata Breda et ceux du FC Marlène dans la salle de Waardergolf à Heerhugowaard. À la suite d'un jeu non fairplay, gardant la balle en hauteur pour perdre du temps avec un but d'écart, Mourad Boukhari attaque le joueur Ruben van Veen avec un coup de pied au visage.
Le 24 janvier 2009, il participe au championnat de freestyle organisé à Rotterdam, aux côtés de Soufiane Touzani et les frères Didi.
En 2016, Mourad Boukhari poursuit sa carrière de footballeur en signant au HOV-DJSCR. Après avoir passé quelques mois dans le club, il met rapidement un terme à sa carrière.

## Palmarès
- 2002 : Champion des Pays-Bas avec West Stars
- 2003 : Champion des Pays-Bas avec West Stars[10]
- 2003 : Champion du Benelux avec West Stars[11]
- 2005 : Champion de la D2 néerlandaise avec le FC Malabata
- 2006 : Champion de l'Eredivisie avec le FC Malabata
- 2007 : Meilleur joueur du Championnat arabe des nations de futsal 2007 avec le Maroc[12]

## Vie privée
Mourad Boukhari est le frère du footballeur international marocain Nourdin Boukhari et de l'international néerlandais de futsal Ayoub Boukhari. Mourad est marié et a deux enfants.